# Hera Björk
Hera Björk Þórhallsdóttir (Reikiavik, 29 de marzo de 1972) es una cantante y presentadora islandesa. Representó a su país en el Festival de la Canción de Eurovisión 2010 con el tema «Je ne sais quoi» quedando en la posición 19 de 25 y en el Festival de la Canción de Eurovisión 2024 con el tema «Scared Of Heights» aunque no logró pasar a la Final. También participó en el Festival de la Canción de Viña del Mar de 2013 con la canción «Because you can», donde acabó ganando.

## Biografía
Entre 1999 y 2000, fue presentadora del programa de entretenimiento islandés Stutt í Spunann de la cadena pública Sjónvarpið,
En 2009 participó en el Dansk Melodi Grand Prix, donde quedó en segunda posición por detrás de Niels Brinck y su canción «Believe Again» que obtuvo el 13.er lugar en la edición celebrada en Moscú, Rusia. Sin embargo, su canción «Someday» fue escogida para representar a Dinamarca en el Festival OGAE Second Chance 2009, donde obtuvo la victoria, por delante de Suecia con el grupo Alcázar y España con Mirela, que quedó en tercer lugar.
Representó a su país en el Festival de la Canción de Eurovisión 2010 que se celebró en Oslo, Noruega. También  participó en las preselecciones de Dinamarca e Islandia para el Festival de la Canción de Eurovisión.

## Certámenes musicales

### Festival de la Canción de Eurovisión
En el Festival de la Canción de Eurovisión 1999, Hera Björk participó en el videoclip de la delegación islandesa encabezada por Selma. Más tarde, Hera fue miembro del coro de Eurobandið en el Festival de la Canción de Eurovisión 2008 y también del de Yohanna en el Festival de la Canción de Eurovisión 2009. Repitió como corista en el Festival de la Canción de Eurovisión 2015 con María Ólafsdóttir cantando «Unbroken».
Para la edición del festival correspondiente a 2010, Hera Björk se presentó a la preselección islandesa, saliendo victoriosa con la canción «Je ne sais quoi». Posteriormente, se clasificó a la final con la tercera posición, obteniendo 123 puntos en la primera semifinal del festival. En la final, dio un gran espectáculo en el escenario, donde la gente de su país le animó, quedando en decimonovena posición con 41 puntos de los países que votaron.
En 2024 se vuelve a presentar a la preselección islandesa y la vuelve a ganar, representando al país en Malmö en Eurovisión 2024.

### Festival Internacional de la Canción de Viña del Mar
En 2013 fue seleccionada con su canción «Because you can» para representar a Islandia en el LIV Festival Internacional de la Canción de Viña del Mar. En la ronda clasificatoria se ubicó primera, junto con Estados Unidos, obteniendo el paso a la ronda final. En ella se adjudicó el primer lugar, por el cual recibió USD 35 000 y la Gaviota de Plata, el máximo premio que puede obtener un intérprete en la categoría internacional, convirtiéndose en la primera ganadora islandesa de este certamen.
Luego de su victoria en Viña del Mar, se mudó a Santiago de Chile, donde permaneció hasta 2015.

## Discografía
- 1999: "Litla Hryllingsbúðin (Little shop of Horror)", "Alltaf í Boltanum - Áfram Ísland", "Principium - Schola Cantorum"
- 2000: "Ilmur af Jólum / The Scent of Christmas", "Disneylögin"
- 2001: "Landslag Bylgjunnar - Engum nema þér", "Audi Creator Coeli"
- 2002: "Svarta Platan", "Á Jólunum"
- 2003: "Í faðmi þínum"
- 2004: "Við gefum von"
- 2006: Hera Björk (álbum en solitario)
- 2007: "Montagne Azzurre - Leone Tinganelli"
- 2008: The Frostroses - Live in Concert",
- 2009: "The Frostroses - Heyr himnasmiður", "Ást og Tregi - Heimir Sindrason", "Húm (söngvar um ástina og lífið) - Stefán Hilmarsson"
- 2010: Je ne sais quoi